# 黃浦飯店
黃浦飯店是上海市的一座歷史建築，位於虹口区黄浦路106号，和日本领事馆相邻。該建築在1948年1月被國民政府劃給聯合國使用，並更名為聯合國大廈。黃浦飯店被列入上海市第二批優秀歷史建築名單。